# Cosina maclachlani
Cosina maclachlani is een insect uit de familie van de mierenleeuwen (Myrmeleontidae), die tot de orde netvleugeligen (Neuroptera) behoort. 
Cosina maclachlani is voor het eerst wetenschappelijk beschreven door van der Weele in 1904.